# كلتهرب (باركشير)
كلتهرب (بالإنجليزية: Colthrop)‏ هي قرية تقع في المملكة المتحدة في جنوب شرق إنجلترا.